# Реалітос (Техас)
Реалітос (англ. Realitos) — переписна місцевість (CDP) в США, в окрузі Дювал штату Техас. Населення — 121 особа (2020).

## Географія
Реалітос розташований за координатами 27°26′43″ пн. ш. 98°31′49″ зх. д. / 27.44528° пн. ш. 98.53028° зх. д. (27.445416, -98.530156).  За даними Бюро перепису населення США в 2010 році переписна місцевість мала площу 0,69 км², уся площа — суходіл.

## Демографія
Згідно з переписом 2010 року, у переписній місцевості мешкали 184 особи в 70 домогосподарствах у складі 49 родин. Густота населення становила 268 осіб/км².  Було 105 помешкань (153/км²).
Расовий склад населення:
| - 65,8 % — білих - 33,2 % — осіб інших рас |

До двох чи більше рас належало 1,1 %. Частка іспаномовних становила 95,7 % від усіх жителів.
За віковим діапазоном населення розподілялося таким чином: 28,3 % — особи молодші 18 років, 52,1 % — особи у віці 18—64 років, 19,6 % — особи у віці 65 років та старші. Медіана віку мешканця становила 42,7 року. На 100 осіб жіночої статі у переписній місцевості припадало 100,0 чоловіків;  на 100 жінок у віці від 18 років та старших — 103,1 чоловіків також старших 18 років.
Середній дохід на одне домашнє господарство  становив 22 980 доларів США (медіана — 17 279), а середній дохід на одну сім'ю — 20 069 доларів (медіана — 22 750). За межею бідності перебувало 70,7 % осіб, у тому числі 100,0 % дітей у віці до 18 років та 15,9 % осіб у віці 65 років та старших.
Цивільне працевлаштоване населення становило 42 особи. Основні галузі зайнятості: роздрібна торгівля — 83,3 %, освіта, охорона здоров'я та соціальна допомога — 16,7 %.